# David Campbell
Pour les articles homonymes, voir David Campbell (homonymie) et Campbell.
David Graham Muschet Campbell (né le 28 janvier 1869 et décédé le 12 mars 1936) est un général de cavalerie écossais de l'Armée de terre britannique, sportif amateur et plus tard gouverneur de Malte.

## Distinctions
- Chevalier commandeur de l'Ordre du Bain